# Роща (Белорецкий район)
Ро́ща (баш. Сауҡалыҡ) — деревня в Белорецком районе Республики Башкортостан России. Входит в состав Узянского сельсовета. С 2005 года имеет современный статус.

## География

### Географическое положение
Расстояние до:
- районного центра (Белорецк): 60 км,
- центра сельсовета (Узян): 8 км,
- ближайшей ж.-д. станции (Белорецк): 60 км.

## История
Название происходит от названия местности Роща.
Статус деревня, сельского населённого пункта, посёлок получил согласно Закону Республики Башкортостан от 20 июля 2005 года № 211-з «О внесении изменений в административно-территориальное устройство Республики Башкортостан в связи с образованием, объединением, упразднением и изменением статуса населенных пунктов, переносом административных центров», ст.1:

6. Изменить статус следующих населенных пунктов, установив тип поселения: деревня:
 
5)  в Белорецком районе:…

р) поселка Роща Узянского сельсовета

## Население
| 2002 | 2009 | 2010 |
| ---- | ---- | ---- |
| 39   | ↗66  | ↘27  |

Национальный состав
Согласно переписи 2002 года, преобладающая национальность — башкиры (74 %).